# Campeonato Paraense de Futebol de 1966
O Campeonato Paraense de Futebol de 1966 foi a 54.ª edição da principal divisão do futebol do Pará. Organizada pela Federação Paraense de Desportos, a competição contou com a participação de sete clubes. O Paysandu sagrou-se campeão, conquistando seu 24º título estadual, enquanto o Remo ficou com o vice-campeonato. Mário, da Tuna Luso, foi o maior goleador do certame, com 23 gols marcados.
Com a conquista do título paraense, o Paysandu também conseguiu o direito de participar do Grupo Norte da Taça Brasil de 1967.

## Participantes
| Equipe             | Cidade     | Títulos (mais recente) | Part. |
| ------------------ | ---------- | ---------------------- | ----- |
| Beneficente Avante | Salvaterra | 0 (não possui)         | 7     |
| Combatentes        | Belém      | 0 (não possui)         | 16    |
| Júlio César        | Belém      | 0 (não possui)         | 20    |
| Liberato de Castro | Belém      | 0 (não possui)         | 7     |
| Paysandu           | Belém      | 23 (1965)              | 50    |
| Remo               | Belém      | 21 (1964)              | 50    |
| Tuna Luso          | Belém      | 7 (1958)               | 32    |

## Premiação
| Campeonato Paraense de 1966     |
| Belém                           |
| ------------------------------- |
| Paysandu Bicampeão (24º título) |